# Alfarela de Jales
Alfarela de Jales is een plaats (freguesia) in de Portugese gemeente Vila Pouca de Aguiar en telt 447 inwoners (2001).